# فيزياء تجريبية

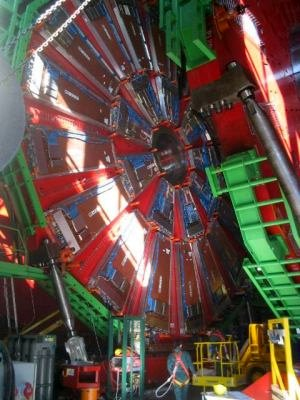

الفيزياء التجريبية (بالإنجليزية: Experimental physics)‏ هي الفيزياء التي تتعامل مع التجارب والأرصاد التي تخص الظواهر الفيزيائية/الطبيعية، بخلاف الفيزياء النظرية التي تتعامل مع نتائج الرصد والتجارب فقط في محاولة تفسيرها رياضياً دون اللجوء لتجارب أخرى.
الفيزيائيون التجريبيون يميلون لاختراع وسائل تجريب جديدة وأنماط جديدة من التجارب ووسائل القياس ليبرهنوا عن صحة فكرة أو نظرية ما.

## فيزيائيون تجريبيون
من أشهر الفيزيائيين التجريبين:
- ابن الهيثم (965–1039)
- البيروني (973–1043)
- عبد الرحمن الخازني (1115–1130)
- غاليليو غاليلي (1564–1642)
- إسحاق نيوتن (1643–1727)
- لورا باسي (1711–1778)
- مايكل فاراداي (1791–1867)
- إرنست ماخ (1838–1916)
- جون ويليام ستروت (1842–1919)
- فيلهلم كونراد رونتغن (1845–1923)
- كارل فرديناند براون (1850–1918)
- هنري بيكريل (1852–1908)
- ألبرت ميكلسون (1852–1931)
- هايك كامرلينغ أونس (1853–1926)
- جوزيف جون طومسون (1856–1940)
- نيكولا تسلا (1856–1943)
- جاجاديش تشاندرا بوس (1858–1937)
- ويليام هنري براغ (1862–1942)
- ماري كوري (1867–1934)
- روبرت ميليكان (1868–1953)
- إرنست رذرفورد (1871–1937)
- ليز مايتنر (1878–1968)
- ماكس فون لاوي (1879–1960)
- كلنتون دافيسون (1881–1958)
- تشاندراسيخارا رامان (1888–1970)
- ويليام لورنس براغ (1890–1971)
- جيمس تشادويك (1891–1974)
- بيوتر كابيتسا (1894–1984)
- تشارلز دروموند إليس (1895–1980)
- جون كوكروفت (1897–1967)
- باتريك بلاكيت (1897–1974)
- كيتشرو ناكايا (1900–1962)
- إنريكو فيرمي (1901–1954)
- إرنست أورلاندو لورنس (1901–1958)
- والتر براتين (1902–1987)
- بافيل شيرنكوف (1904–1990)
- كارل ديفيد أندرسون (1905–1991)
- إرنست روسكا (1906–1988)
- جون باردين (1908–1991)
- ويليام شوكلي (1910–1989)
- شين شيونغ وو (1912–1997)
- تشارلز تاونز (1915–2015)
- روزاليند فرانكلين (1920–1958)
- أوين تشمبرلين (1920–2006)
- نيكولاس بلومبرجن (1920–2017)
- فيرا روبين (1928–2016)
- ميلدريد دريسلهوس (1930–2017)
- جيرد بينيج (1947–)
- ستيفن تشو (1948–)
- فولفجانج كيترلي (1957–)
- أندريه غييم (1958–)
- لين هاو (1959–)